# Upsala, Ontario
Upsala är ett samhälle i Ontario i Kanada, cirka 150 kilometer väster om Thunder Bay. Det var ett viktigt stopp för tågen som trafikerade den transkontinentala järnvägslinjen, som här fyllde på bränsle och vatten. Fram till att den transkontinentala vägen öppnades 1937 var järnvägen den enda allmänna kommunikationsleden förutom via klövjestigar, sjöar, åar och vintervägar.

## Namn
På platsen fanns redan innan 1882 när järnvägen färdigställdes en skandinavisk bosättning som kallades Upsala, stavat enligt gamla stavningssättet för Uppsala. Namnet fastställdes officiellt 1882 då orten blev tankningsstation för tågen. 

## Geografi och administration
Upsala ligger i Thunder Bay District i nordvästra Ontario. Det ingår inte i någon kommun, men Township of Upsala (en enhet i fastighetsregistret) och delar av två angränsande townships har en local services board för vissa gemensamma ändamål. Bebyggelsen är utspridd utefter flera kilometer av Trans-Canada Highway (Highway 17) cirka 140 kilometer från Thunder Bay. 

## Näringsliv och samhällsservice
Det finns affär, bensinmack, campingplats, vårdcentral och polis, samtliga samlade i östra delen av byn. Näringslivet är knutet till framför allt skogen och visst jordbruk samt begynnande turism, då Upsala är populärt bland fritidsfiskare: längs den norra stranden av Lac des Mille Lacs ligger många sommarstugor och tältplatser.

### Fotnoter
1. ↑  ”Around Swedish America in 548 Days - Day 140, Upsala”. Nordic Way. Arkiverad från originalet den 5 september 2012. https://archive.is/20120905134857/http://www.nordicway.com/tour/?p=tour/view&id=149. Läst 7 augusti 2010.
2. ↑  ”Local Services Boards, RRO 1990, Reg 737, s 55.1”. https://canlii.ca/t/tnv#sec55.1. Läst 6 december 2022.